# Cason Wallace
Cason Wallace (Dallas, 7 novembre 2003) è un cestista statunitense, professionista nella NBA con gli Oklahoma City Thunder.

## Carriera
Dopo aver trascorso una stagione con i Kentucky Wildcats, nel 2023 si dichiara per il Draft NBA, in cui è selezionato con la decima scelta assoluta dai Dallas Mavericks, che lo cedono subito agli Oklahoma City Thunder in cambio di Dereck Lively.

## Statistiche

### College
| Anno      | Squadra           | PG | PT | MP   | TC%  | 3P%  | TL%  | RP  | AP  | PRP | SP  | PP   |
| --------- | ----------------- | -- | -- | ---- | ---- | ---- | ---- | --- | --- | --- | --- | ---- |
| 2022-2023 | Kentucky Wildcats | 32 | 32 | 32,2 | 44,6 | 34,6 | 75,7 | 3,7 | 4,3 | 2,0 | 0,5 | 11,7 |
| Carriera  | Carriera          | 32 | 32 | 32,2 | 44,6 | 34,6 | 75,7 | 3,7 | 4,3 | 2,0 | 0,5 | 11,7 |

### NBA

#### Regular Season
| Anno       | Squadra          | PG  | PT | MP   | TC%  | 3P%  | TL%  | RP  | AP  | PRP | SP  | PP  |
| ---------- | ---------------- | --- | -- | ---- | ---- | ---- | ---- | --- | --- | --- | --- | --- |
| 2023-2024  | Oklahoma Thunder | 82  | 13 | 20,6 | 49,1 | 41,9 | 78,4 | 2,3 | 1,5 | 0,9 | 0,5 | 6,8 |
| 2024-2025† | Oklahoma Thunder | 68  | 43 | 27,6 | 47,4 | 35,6 | 81,1 | 3,4 | 2,5 | 1,8 | 0,5 | 8,4 |
| Carriera   | Carriera         | 150 | 56 | 23,8 | 48,2 | 38,9 | 79,7 | 2,8 | 2,0 | 1,3 | 0,5 | 7,5 |

#### Playoffs
| Anno     | Squadra          | PG | PT | MP   | TC%  | 3P%  | TL%  | RP  | AP  | PRP | SP  | PP  |
| -------- | ---------------- | -- | -- | ---- | ---- | ---- | ---- | --- | --- | --- | --- | --- |
| 2024     | Oklahoma Thunder | 10 | 0  | 19,8 | 39,0 | 32,1 | 50,0 | 1,3 | 1,0 | 0,9 | 0,2 | 4,2 |
| 2025†    | Oklahoma Thunder | 23 | 3  | 22,4 | 42,9 | 32,3 | 66,7 | 2,7 | 2,1 | 1,4 | 0,4 | 5,6 |
| Carriera | Carriera         | 33 | 3  | 21,6 | 41,9 | 32,2 | 63,6 | 2,2 | 1,8 | 1,2 | 0,4 | 5,2 |

## Palmarès

### Squadra
- Campionato NBA: 1

Oklahoma City Thunder: 2025

### Individuale
- McDonald's All-American (2022)
- NBA All-Rookie Second Team (2024)